# Шимширов пламенац
Шимширов пламенац или шимширов мољац (Cydalima perspectalis) је штеточина из породице Crambidae која изазива потпуну дефолијацију шимшира, а среће се и на јапанској курики (Euonymus japonica) и божиковини (Ilex spp.). Врста је аутохтона у источној Азији (Јапану, Кини, Тајвану, Кореји, крајњем истоку Русије и Индији). Први ју је описао Вокер 1859. године.

## Опис врсте и биономија
Имаго је лептир беле боје са распоном крила 40–45 mm. Предња крила свиластобела са смеђом траком дуж предње ивице и полумесечастим белим окцем на њеној средини; задња крила исте боје оивичена браон траком. Има и варијетета са потпуно смеђим крилима, али је полумесечасто окце увек присутно.
Младе гусенице жуто-зелене боје са црном главом, a са порастом добијају пар уздужних пруга са црним тачкама и белим чекињама на капсули главе и дуж тела. Гусенице у последњем ларвеном стадијуму достижу 5 cm. Док су младе, гусенице су сакривене у унутрашњости шимшира и хране се горњом епидермисом листа, а старије једу лист, кору и изданке. Током свог развоја једна гусеница поједе до 45 листова.
Имаго лети од априла до септембра. Обично борави на полеђини листа других биљака, а не шимшира; лако и брзо лети. Женка живи 8 дана и за то време тражи шимшир на који полаже јаја на полеђини листа из којих се развијају ларве. Током године има 2-3 генерације. Презимљава у чаурама у стадијуму гусенице из последњег легла у години међу лишћем или у пукотинама у близини биљке домаћина. Чауре гусенице праве слепљивањем листова помоћу паучине коју луче. Спојеви листова су врло чврсти и пружају ефикасну заштиту. Пре хризалидације ларве пролазе кроз 6 до 7 стадијума од средине марта до почетка априла (на температури вишој од 7 °C).

## Ширење
Врста је интродукована у Централну Европу почетком XXI века где се неконтролисано шири. Њена појава прво је забележена у Немачкој 2006, а затим у Холандији и Швајцарској 2007, да би 2008. била констатована у Француској, Уједињеном Краљевству и Аустрији. Године 2011. први пут је забележена у Мађарској, Румунији и Турској. Позната је и у Словачкој и Белгији. У Данској је констатована 2013. године на више места на острву Селанд. Код нас су јачи напади забележени 2014. године.

## Симптоминапада
Шимширов мољац се тешко препознаје у првим фазама напада јер се гусенице прво хране у унутрашњости жбуна где су сакривене. Када дођу до спољних делова препознају се лако по присуству свиленкастих влакана и паучини, која може, у случају јаког напада, да прекрије целу биљку. Тада је обично касно јер је велики део лисне масе већ уништен, па биљка обично страда.

## Сузбијање
За сузбијања шимшировог мољца пресудно је његово рано откривање размицањем грана шимшира, где се хране млађи ларвени стадијуми, па треба вршити редовне прегледе жбунова шимшира од марта до октобра.

### Биолошке мере борбе
Биолошка контрола ларви помоћу Bacillus thuringiensis ssp. kurstaki у експерименту из 2012. на Циришком универзитету примењених наука (Zürcher Hochschule für Angewandte Wissenschaften), показала је одличан ефекат.
Примећено је да су гусенице отровне за птице због отровности шимшира којима се ларве хране и да изазивају повраћање, али да се птице хране лептирима. На гусенице, међутим, насрћу осе.

### Хемијске мере борбе
Апликација пестицида треба да буде што је могуће директнија и са довољним притиском. Сузбијање хемијским препаратима је ефикасно када су гусенице млађе и нема паучине јер паучина смањује дејство инсектицида. Инсектициди који се могу користити су Confidor, Thiacloprid и препарати на бази диметоата. Третирање се изводи у вечерњим часовима због негативног ефекта препарата на пчеле. Ако је могуће после третмана жбун треба да се прекрије фолијом дан-два како би учинак био бољи.

### Механичко сузбијање
Механичко сузбијање врши се резањем зараженог биљног материјала и његовим спаљивањем, да би се спречило даље ширење. Гусенице и паучинаста гнезда треба ручно сакупљати и потом уништити. Испирање жбунова водом под великим притиском уз помоћ компресора, такође даје добре резултате.